# Гот (Зоряні війни)
Гот (англ. Hoth) — вигадана планета з всесвіту Зоряних війн. Це шоста планета в однойменній системі, розташована в Коридорі Ісоном, віддаленому від цивілізації. Являє собою крижану, повністю вкриту льодом, планету.

## Загальні відомості
Гот — крижана планета земного класу, діаметр якої становить 7200 км. Атмосфера планети придатна для дихання. Сила тяжіння планети важкого типу, становить 110 % від нормальної. Час обертання навколо своєї осі становить 23 стандартних годин, а орбітальний період 549 місцевих діб (526 стандартних діб).
Орбіта і нахил осі Гот призвели до стійко холодного клімату. Середня температура планети -61ºC. Наявні регулярні штормові вітри та інтенсивні хуртовини. Поверхня планети повністю покрита крижаним панциром замерзлих океанів, окрім областей, де вулканічні виверження і гази пробивають в ньому тріщини, виносячи на поверхню мінерали та інші гірські породи. Тому основний тип ландшафту Гот — сніжні рівнини. Також зустрічаються крижані печери, гірські хребти, каньйони та кручі. Інтенсивні течії в підводних океанах південної півкулі Гот викликають постійну сейсмічну активність, в результаті якої формуються постійні зміни системи печер і тунелів.

## Розташування
Розташована на околиці туманності Івакс в секторі Аноа Області Великий Джавін на Ісонському коридорі, на відстані 50 250 св. років від центру всесвіту, в сітці координат K-18. Планета обертається навколо біло-блакитний однойменної зірки по витягнутій еліптичній орбіті, шостій від зірки. Крім Гот, в системі є велика кількість малих планет, відомих в сукупності як астероїдне поле Гота. Невеликі астероїди з поля регулярно падають на поверхню Гот як метеорити.

## Флора та фауна
|             | На цьому шматку льоду життя не вистачить, щоб набити космічний крейсер!Оригінальний текст (англ.) There isn't enough life on this ice cube to fill a space cruiser! |
| — Хан Соло, | |

Попри клімат Гота, що здається непридатним для життя, планета має численну, стійку до холоду біосферу. Її населяють вампи, таунтауни, готські свині, вогняні й крижані кажани, льодовикові черв'яки, крижані топтуни, кішки, скребуни, снігові ведмеді, майнокі, миші, рейбу, драконівські слимаки. У підлідних океанах мешкають готські кити, крижані піраньї та медузи, іонні вугри.
На планеті зростають деякі види лишайників. У підземеллях Гот наявні також крижані рослини, здатні нападати на всякого, хто представляє для них загрозу. Також кілька джерел згадують тундру на Гот, але немає жодного зображення цієї кліматичної зони: на більшості картинок планети зображені крижані рівнини без ознак рослинності.

## Історія
Про історію планети можна дізнатися з Розширеного Всесвіту Зоряних Війн, а зокрема з Легенд Зоряних війн, а також з роману Дональда Глута «Імперія завдає удару у відповідь» і однойменного фільму.

### Нескінченна Імперія
Ймовірно, планета Гот входила до складу Нескінченної Імперії, про що свідчить побудований ракатами на планеті монумент. В часи Холодної війни один з джедаїв-консулів у пошуках місця ув'язнення еш-ка, знайшов в одній з печер Гот голографічні пристрої, створені ракатами, за допомогою яких дізнався координати планети Белсавіс.

### Стара Республіка
Про існування Гот в галактиці знали ще до 4 000 ДБЯ. Під час Великої галактичної війни Галактична Республіка зазнала поразки у подіях на Гот у битві з Імперією ситів. До складу флотів обох сторін входили найкращі кораблі. В ході битви Республіка втратила кілька цінних прототипів транспортних засобів.
Після битви поверхня планети була всіяна уламками кораблів, і жодна зі сторін не володіла ресурсами для їх відновлення. До часів Холодної війни пірати почали спроби мародерства на уламках, але припинили це з відновленням конфронтації між Республікою та Імперією. Крім того, приблизно в ці ж часи група Ортолана спробувала колонізувати планету, побудувавши енергостанції для опалення житла в умовах суворого клімату крижаної планети. За часів Нових війн ситхів Гот став ареною битви між силами джедаїв і ситів.

### Галактична громадянська війна
У цей період планета Гот була забута. Хоча в бібліотеці на планеті Холоуон містився значний обсяг інформації про систему Гот та географічні данні самої планети. Будучи відносно маловідомою, планета відвідувалась любителями айсборда і ховерлижного спорту, яких доставляла на планету фірма Star Tours.
Іноді Гот відвідували пірати і контрабандисти, які, завдяки його віддаленому розташуванню, використовували крижану планету як базу. Ще до свого приєднання до Повстанців, контрабандист Хан Соло був знайомий з Гот. До того, як на планеті влаштувався Альянс повстанців, одну з крижаних печер Гот протягом декількох років використовував як базу каламаріанський контрабандист Салмакк і його екіпажу. Він і його група були вигнані з Гот Ханом Соло після того, як ті безуспішно спробували захопити його з метою отримати нагороду у Джабби Хатта. Приблизно в той же час контрабандист Раскар, ватажок Піратів Ірідіум, спробував заволодіти цінним вантажем люміній-спайса, але замість цього був змушений тікати від драконівського слимака. Група колишніх штурмовиків спробували почати на планеті мисливський бізнес, але, по всій видимості, були вбиті всі до єдиного групою вампів.
Під час Першої битви при Татуїні та руйнування бази «Анкорхед», невелика група повстанців заснувала на Гот базу «Гамма». Після Битви при Татуїні сюди прилетів повстанський пілот. Однак база була виявлена імперською розвідкою за допомогою дроїда типу «Гадюка». Між імперцями і повстанцями відбулася битва за участю крокуючих роботів AT-AT і аероспідерів T-47. Повстанці билися відважно, але врешті-решт були змушені евакуюватися з бази й полетіти з планети. Разом з групою Рю Мурлін бився в космосі з безліччю СІД-винищувачів, прикриваючи відхід сил Альянсу в систему Явін.
Під час Блокади Явіна після місії на Арідусе лейтенант-командер Люк Скайвокер разом з C-3PO, прориваючись крізь блокаду з Явіна 4, ввів свій зореліт у слід кометоподібного тіла і, використовуючи гіперструмінь комети, дістався до системи Гот. На Гот Люк мало не загинув, потрапивши в заметіль, і був врятований Фрієй Торлок. Він знайшов притулок у будинку її батька, імперського губернатора Лексаннена Торлока, проте незабаром дізнався, що дочка і батько насправді були дроїди-репліканти справжніх Торлоків, які ховалися на Гот від Імперії. Боячись органічних істот, старший Торлок Готів убити Скайуокера, проте під час замаху випадково застрелив свою дочку, після чого молоді джедай зарубав його світловим мечем. Скайуокеру і C-3PO вдалося врятуватися з Гота, пославши сигнал лиха Хану Соло на Тисячолітній сокіл. Пізніше Люк порекомендував Гот Вищому командуванню Альянсу як можливе місце для перебазування.
Офіційно Альянс взяв під свій контроль планету в 1 ПБЯ, коли його Вище командування погодилося розмістити свій штаб на Гот, базу «Відлуння». Інженерний корпус Альянсу під керівництвом майора Кема Моннона і контролем майора Брена Дерліна прибув на планету і почав зведення нової бази Вищого командування в північній півкулі планети в найбільш м'якому поясі недалеко від екватора. Інженери Моннона використали печери, які колись використовувалися Салмакком для контрабандних операцій, але значно їх розширили. У 2 ПБЯ будівництво бази було завершено. Крім свого віддаленого розташування і майже непридатної для життя температури, що робило його малоймовірним кандидатом на обстеження імперськими автоматичними розвідниками, Гот був ідеальним місцем для бази завдяки поясу астероїдів, який оточував систему і забезпечив складний бар'єу для подолання для входять у систему кораблями. База «Відлуння» діяла на Гот близько року. У 3 ПБЯ вона була знайдена Імперією. Розвідувальний дроїд «Гадюка», випущений до Готу зі зоряного руйнівника «Переслідувач» зі складу Ескадри Смерті Дарта Вейдера, виявив повстанську базу і послав сигнал Імперському флоту. Незабаром флот Вейдера прибув на орбіту Гота і висадив на поверхню планети наземні війська. Битва при Гот закінчилася для Альянсу нищівною поразкою, однак Повстанцям вдалося евакуювати з планети значну частину своїх сил і устаткування.
Під час битви група з вісімнадцяти повстанців були змушені евакуюватися з пошкодженого транспортного корабля «Світла надія» і на борту рятувальної капсули повернутися на Гот. Їм довелося більше місяця виживати на Гот, перш ніж рятувальний загін на чолі з Торіном Фарро не врятував їх звідти.
Після битви планета Гот повернулась до стану рідко відвідуваної, відвідуваної, в основному, браконьєрами, контрабандистами, ксенобіологами і випадковими туристами. Імперія захопила на планеті кілька вамп і на їх основі за допомогою біоінженерії вивела так званих скельних вамп, яких імперія надалі використовувала для охорони своїх підприємств на Галле. До початку 4 ПБЯ міжзоряне туристичне агентство Star Tours планувало укладати договори на сімейний відпочинок на Гот. На планеті був створений Імперський виправний центр, що став відомим своїми суворими умовами. Говорили, що жоден в'язень не виживав тут більше трьох років, всі вони замерзали на смерть.
У 12 ПБЯ Люк Скайуокер і Калліста Мінг прилетіли на Гот в спробі повернути Каллісто здатності Сили, які вона втратила при переселенні в тіло Крей Мінгли. Вони виявили на планеті групу контрабандистів, які полювали на вамп заради їхніх цінних шкур. Люк зіткнувся з вампом, який зловив його перед Битвою при Гот. Джедаї насилу змогли врятуватися від безлічі вамп, які вирішили помститися своїм кривдникам.
У 14 ПБЯ Кайл Катарн і Джейден Кор виявили, що в зруйнованій базі «Відлуння» влаштувалися військові формування Імперії. Внаслідок надмірного відстрілу мисливцями і таунтауни, і вампи стали перетворюватися на зникаючі види. За часів Галактичного Альянсу Сенат прийняв закони, що захищає вамп і таунтаунів від полювання.

## Історія створення
Назва планети Гот вже було згадано Лі Брекетт у своєму оригінальному проекті «Імперія завдає удару у відповідь» як газоподібна, а не як крижана планета. За проектом Джорджа Лукаса, перед тим як крижана планета стала називатися Гот, вона носила ім'я Беспін. В остаточному варіанті проекту Беспін вже газоподібна планета з однойменної системи.

## Зйомки
Зйомки епізодів на Гот для фільму «Зоряні війни. Епізод V: Імперія завдає удару у відповідь» проводилися на південному заході Норвегії неподалік від села Фінсен. Тут же були відзняті пейзажі, які використовувалися як фони у студійних зйомках.

## Гот з наукової точки зору
Поява крижаної планети Гот у фільмі «Зоряні війни. Епізод V: Імперія завдає удару у відповідь» створила неабиякий резонанс у науковому світі. Так у одній зі статей Space.com [Архівовано 24 лютого 2011 у Wayback Machine.], присвяченій існуючим в реальному світі планетам з серії фільмів «Зоряні війни», згадується планета OGLE-2006-BLG-390 b, яка, згідно зі статтею, є аналогом Гот. Це екзопланета в сузір'ї Скорпіон, яка, як і Гот, має холодний клімат. Температура поверхні OGLE-2006-BLG-390 b становить близько -220ºC, на відміну від середньої температури Гот, яка становить -61ºC.
За словами Брюса Беттса, планетарного вченого, астероїдне поле Гот може свідчити про те, що планета нещодавно з'явилася у цій системі. Також вчений зазначив, що, скоріш за все, планета постійно потерпає через «бомбардування» астероїдів, що не дає можливості планеті мати багату біосферу. Варто зазначити, що Гот — це планета що існує понад 25000 років (до моменту зйомок фільму «Зоряні війни. Епізод V: Імперія завдає удару у відповідь»), вона регулярно потерпає через удари астероїдів, але має стійку до холоду досить різноманітну біосферу.
Жанна Кевілоус припустила у книзі «The Science of Star Wars», що планета відносно молода, може бути схожа з Землею за віком. Складні форми життя на планеті вказують на те, що вона може бути старішою, але пояс астероїдів навпаки, адже з часом система більш очищена від різноманітного сміття, включаючи астероїди.
У статті з сайту Escapistmagazine.com [Архівовано 12 липня 2014 у Wayback Machine.] свідчиться про те, що різкий перепад температур та наявність панциру з льоду, який вкриває планету, нагадує супутник Юпітера — Європу. Також у автора статті, CJ MIOZZI, викликає питання біосфера Гот. Як могли розвинутися деякі корінни види за умови відсутності рідкої води на планеті. Також лишайники, які розпочинають харчовий ланцюг, скоріш за все б зникли за умови неможливості нормального поповнення популяції.